# Goldbauch-Waldsänger

Verbreitungsgebiet des Goldbauch-Waldsängers (grün)

Der Goldbauch-Waldsänger (Myiothlypis chrysogaster, Syn.: Basileuterus chrysogaster) ist ein kleiner Singvogel aus der Familie der Waldsänger (Parulidae).
Goldbauch-Waldsänger erreichen eine Körperlänge von dreizehn Zentimetern und wiegen um die 11 Gramm. Die Flügellänge beträgt beim Männchen 5,9 bis 6,4 Zentimeter, beim Weibchen 5,8 Zentimeter. Sie sind leicht zu verwechseln mit dem Bindenwaldsänger (Myiothlypis bivittata). Erwachsene Goldbauch-Waldsänger und Jungvögel ab dem ersten Jahr tragen einen gelborangen bis orangen Scheitelstreifen sowie schwarze Scheitelseitenstreifen. Der breite gelben Superciliarstreifen ist Unterscheidungsmerkmal zum Chocówaldsänger (Myiothlypis chlorophrys), einer ehemaligen Unterart, die einen fast nicht vom restlichen Gefieder abgesetzten oliven Überaugenstreif trägt. Über dem Auge zur Schnabelbasis hin befindet sich ein gelber Fleck. Das Oberseitengefieder ist olivgrün; das Unterseitengefieder gelb mit oliven Flanken.
Das Verbreitungsgebiet erstreckt sich von Kolumbien über Ecuador bis nach Peru. Goldbauch-Waldsänger bewohnen paarweise oder in kleinen Gruppen tropische und subtropische feuchte Auwälder in Höhen von 300 bis 1200 Metern.	 